# Matthew Olosunde
Matthew Olawale Olosunde (ur. 7 marca 1998 w Filadelfii) – amerykański piłkarz występujący na pozycji obrońcy w angielskim klubie Rotherham United oraz w reprezentacji Stanów Zjednoczonych.

## Kariera klubowa
16 sierpnia 2014 roku zadebiutował w seniorskiej piłce w wygranym 1:0 meczu przeciwko Wilmington Hammerheads, rozgrywając 71 minut spotkania.
11 marca 2016 roku dołączył do Manchesteru United.

## Kariera reprezentacyjna
W seniorskiej reprezentacji Stanów Zjednoczonych zadebiutował 29 maja 2018 roku w wygranym 3:0 meczu przeciwko Boliwii, w 73 minucie spotkania zmienił Erica Lichaja.